# Міра Сорвіно
Мі́ра Ке́трин Сорві́но (англ. Mira Katherine Sorvino, нар. 28 вересня 1967, Нью-Йорк) — американська акторка. Володарка премій «Оскар» та «Золотий глобус» за роль у фільмі Вуді Аллена «Велика Афродіта» 1995 року.

## Життєпис
Народилася 28 вересня 1967 року в місті Нью-Йорк у творчій сім'ї колишньої акторки Лоррейн Рут Девіс та актора й режисера Пола Сорвіно. Має брата Майкл та сестру Аманду. Виросла в Тенафлай, Нью-Джерсі, куди 4-річною переїхала з сім'єю з Нью-Йорку.
Талант проявила вже в дитячому віці, разом з подругою Гоуп Девіс, котра теж стала акторкою, вигадуючи історії й ставлячи за ними вистави для рідних.
У школі була старанною ученицею, вільний час проводила в кінотеатрі за переглядом прем'єр. Здобувши середню освіту, Міра Сорвіно вступила в Гарвардський університет, де вивчала синолоґії. Рік прожила в Пекіні за програмою обміну.
В університеті Сорвіно захопилася музикою, була солісткою місцевого вокального колективу. Закінчивши Гарвард з відзнакою, переїхала в Нью-Йорк, де три роки пробивалася на широкий екран.
Два роки була в стосунках з Квентіном Тарантіно. Пізніше недовго зустрічалася з музикантом Марком Ентоні, кілька років з Олів'є Мартінесом.
У серпні 2003 року Сорвіно познайомилися з актором Крістофером Полом Бекусом. У 2004 році одружилася з ним. Джорджо Армані надав свою приватну яхту для медового місяця на березі Середземного моря. У шлюбі народила чотирьох дітей: Маттеа Енджел, Джонні Крістофер Кінг, Голден Пол Террі і Люсія.

## Кар'єра
У 1993 році Міра Сорвіно влаштувалася третьою асистенткою режисера фільму «Серед друзів». Творці фільму зауважили талановиту дівчину і затвердили на головну роль у цю картину, що стала лауреаткою фестивалю незалежного кіно в Санденсі. Позитивна критика фільму відкрила перед Сорвіно двері у кіно.
Роком пізніше відбувся показ історичної драми Роберта Редфорда «Телевікторина», де Сорвіно зіграла в епізоді. Головна роль в комедії «Барселона», а далі зйомки багатосерійного телепроєкту «Дороговказне світло». Відігравши кілька епізодів, акторка покинула шоу і знялася в драматичній картині «Красуні Едіт Вортон».
У 1995 році запрошена Вуді Алленом на роль у романтичній комедії «Велика Афродіта». Сорвіно блискуче виконала роль, виборовши «Оскар», «Золотий глобус», номінацію на премію Гільдії кіноакторів і статус зірки. Пробувалася у 1996 році на роль Дороті Бойд в кінострічці «Джеррі Магуайер».
Після гучного успіху Сорвіно звернулася до незалежного кіно і знялася в драмах «Тарантела» і «Солодке ніщо». У комедії «Красиві дівчата» вона зіграла жінку з булімією.
У 1996 році Сорвіно була номінована на «Еммі» і «Золотий глобус» за роль Мерилін Монро в телевізійній біографічній драмі «Норма Джин і Мерилін». Цього ж року увійшла до списку 50 найкрасивіших людей за версією часопису «People».

## Фільмографія

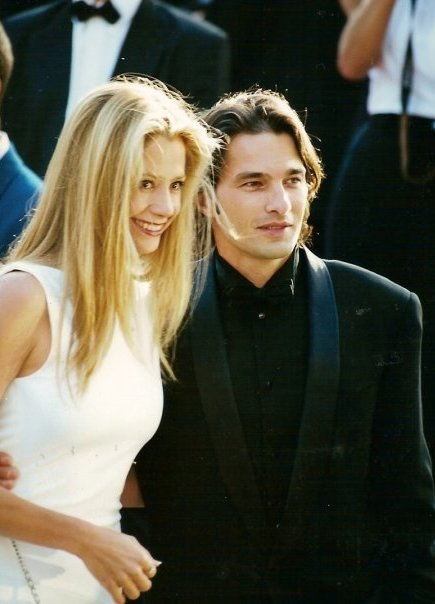
Міра Сорвіно та Олів'є Мартінес на Каннському кінофестивалі, 2000 рік

### Фільми
| Рік  |    | Українська назва           | Оригінальна назва                | Роль                 |
| ---- | -- | -------------------------- | -------------------------------- | -------------------- |
| 1985 | ф  | Штучка                     | The Stuff                        | працівниця фабрики   |
| 1993 | ф  | Серед друзів               | Amongst Friends                  | Лаура                |
| 1993 | кф | Голландський майстер       | The Dutch Master                 | Тереза               |
| 1993 | ф  | Нью-йоркський поліцейський | Nyû Yôku no koppu                | Марія                |
| 1994 | ф  | Телевікторина              | Quiz Show                        | Сандра Гудвін        |
| 1994 | ф  | Барселона                  | Barcelona                        | Марта Феррер         |
| 1995 | ф  | Солодке ніщо               | Sweet Nothing                    | Моніка               |
| 1995 | ф  | Велика Афродіта            | Mighty Aphrodite                 | Лінда Еш             |
| 1995 | ф  | Зі зневірою в особі        | Blue in the Face                 | молода леді          |
| 1996 | ф  | Красиві дівчата            | Beautiful Girls                  | Шерон Кессіді        |
| 1996 | ф  | Еротичні історії           | Tales of Erotica                 | Тереза               |
| 1996 | ф  | Тарантела                  | Tarantella                       | Діана                |
| 1997 | ф  | Мутанти                    | Mimic                            | Доктор Сьюзен Тайлер |
| 1998 | ф  | Вбивці на заміну           | The Replacement Killers          | Мег Кобун            |
| 1998 | ф  | Де ти, Лулу?               | Lulu on the Bridge               | Селія                |
| 1998 | ф  | Втомлений вмирати          | Too Tired to Die                 | Джин                 |
| 1998 | ф  | Легкі гроші                | Free Money                       | агент Карен Поларскі |
| 1999 | ф  | З першого погляду          | At First Sight                   | Емі                  |
| 1999 | ф  | Криваве літо Сема          | Summer of Sam                    | Діона                |
| 2001 | ф  | Сіра зона                  | The Grey Zone                    | Діана                |
| 2001 | ф  | Тріумф любові              | The Triumph of Love              | принцеса             |
| 2002 | ф  | Жіноча логіка              | WiseGirls                        | Меган Кеннеді        |
| 2002 | ф  | Страсний тиждень           | Semana santa                     | Марія Дельгадо       |
| 2002 | ф  | Тільки між нами            | Between Strangers                | Наталя Бауер         |
| 2003 | ф  | Боги і генерали            | Gods and Generals                | Фанні Чемберлейн     |
| 2004 | ф  | Завершальний монтаж        | The Final Cut                    | Деліла               |
| 2007 | ф  | Заповідна дорога           | Reservation Road                 | Рут                  |
| 2009 | ф  | Багаторазові сарказми      | Multiple Sarcasms                | Керрі                |
| 2009 | ф  | Як кульбабки               | Like Dandelion Dust              | Венді                |
| 2009 | ф  | Проблеми з Калі            | The Trouble with Cali            | балетмейстер         |
| 2009 | ф  | Атака на Ленінград         | Attack on Leningrad              | Кейт Девіс           |
| 2010 | ф  | Присутність                | The Presence                     | жінка                |
| 2011 | ф  | Герб ангелів               | Angels Crest                     | Енджі                |
| 2012 | ф  | Юніон Сквер                | Union Square                     | Люсі                 |
| 2012 | ф  | Смітті                     | Smitty                           | Аманда               |
| 2012 | ф  | Trade of Innocents         | Trade of Innocents               | Клер Беккер          |
| 2013 | ф  | Космічні воїни             | Space Warriors                   | Саллі Гокінс         |
| 2014 | ф  | Шкільний проект            | Perfect Sisters                  | Лінда                |
| 2015 | ф  | Хлоя і Тео                 | Chloe and Theo                   | Моніка               |
| 2017 | ф  | На глибині 6-ти футів      | 6 Below: Miracle on the Mountain | Сюзан ЛеМарк         |
| 2016 | ф  | Дочка Бога                 | Exposed                          | Джанін Каллен        |
| 2018 | ф  | Темне дзеркало             | Look Away                        | Емі                  |
| 2019 | ф  | Водій для копа             | Stuber                           | Енжи Мак-Генрі       |
| 2021 | ф  | Після. Глава 3             | After We Fell                    | Керол Янг            |
| 2022 | ф  | Після. Глава 4             | After Ever Happy                 | Керол Янг            |
| 2022 | ф  | Ламборгіні                 | Lamborghini                      | Анніта               |
| 2023 | ф  | Звук свободи               | Sound of Freedom                 | Кетрін Баллард       |

### Телебачення
| Рік  |    | Українська назва            | Оригінальна назва            | Роль                     |
| ---- | -- | --------------------------- | ---------------------------- | ------------------------ |
| 1994 | с  | Паралельні життя            | Parallel Lives               | Метті                    |
| 1996 | с  | Норма Джин і Мерилін        | Norma Jean & Marilyn         | Мерилін Монро            |
| 2000 | тф | Великий Гетсбі              | The Great Gatsby             | Дейзі Б'юкенен           |
| 2003 | с  | Вілл і Грейс                | Will & Grace                 | Діана                    |
| 2005 | с  | Живий товар                 | Human Trafficking            | Кейт Морозов             |
| 2005 | с  | Останній тамплієр           | The Last Templar             | Тесс Чейкін              |
| 2006 | с  | Прикриття-Один: Фактор Аїда | Covert One: The Hades Factor | Рейчел                   |
| 2008 | с  | Доктор Хаус                 | House, M.D.                  | Кейт Мілтон              |
| 2012 | с  | Пошук місіс Клаус           | Місіс Клаус                  | місіс Клаус              |
| 2013 | с  | Кінний поліцейський         | Trooper                      | KJ Flaxton               |
| 2014 | с  | Зловмисники                 | Intruders                    | Емі                      |
| 2014 | с  | Ясновидець                  | Psych                        | детектив Бетсі Бранніган |
| 2014 | с  | Коли падають небеса         | Falling Skies                | Сара                     |
| 2015 | с  | Сталкер                     | Stalker                      | Віккі Ґреґґ              |
| 2018 | с  | Стартап                     | StartUp                      | Ребека Страут            |
| 2022 | с  | Сяюча долина                | Shining Vale                 | Розмарі Веллінгем        |

## Нагороди та номінації

### Нагороди
- 1996 — Премія «Оскар» за найкращу жіночу роль другого плану, за фільм «Велика Афродіта».
- 1996 — Премія «Золотий глобус» за найкращу жіночу роль другого плану, за фільм «Велика Афродіта».

### Номінації
- 1996 — Премія BAFTA за найкращу жіночу роль другого плану (кіно), за фільм «Велика Афродіта».
- 1996 — Премія Гільдії кіноакторів США за найкращу жіночу роль другого плану, за фільм «Велика Афродіта».
- 1996 — Премія «Еммі» за найкращу жіночу роль в мінісеріалі або фільмі, за телефільм «Норма Джин і Мерилін».
- 1997 — Премія «Золотий глобус» за найкращу жіноча роль в мінісеріалі або телефільмі, за телефільм «Норма Джин і Мерилін».
- 2006 — Премія «Золотий глобус» за найкращу жіноча роль в мінісеріалі або телефільмі, за телефільм «Живий товар».